# Троєбратка
Троєбратка (рос. Троебратка) — залізнична станція у Октябрському районі Амурської області Російської Федерації. Розташоване на території українського історичного та етнічного краю Зелений Клин.
Входить до складу муніципального утворення Новомихайлівська сільрада. Населення становить 24 особи (2018).

## Історія
З 20 жовтня 1932 року входить до складу новоутвореної Амурської області.
З 1 січня 2006 року органом місцевого самоврядування є Новомихайлівська сільрада.

## Населення
| 2002 | 2010 | 2012 | 2013 | 2014 | 2015 | 2016 |
| ---- | ---- | ---- | ---- | ---- | ---- | ---- |
| 36   | ↘26  | ↗27  | ↘25  | ↗30  | →30  | ↘25  |
| 2017 | 2018 |      |      |      |      |      |
| ↗31  | ↘24  |      |      |      |      |      |